# Sankt Nikolai ob Draßling
Sankt Nikolai ob Draßling is een gemeente in de Oostenrijkse deelstaat Stiermarken, en maakt deel uit van het district Leibnitz.
Sankt Nikolai ob Draßling telt 1078 inwoners.
Allerheiligen bei Wildon ·
Arnfels ·
Ehrenhausen an der Weinstraße ·
Empersdorf ·
Gabersdorf ·
Gamlitz ·
Gleinstätten ·
Gralla ·
Großklein ·
Heiligenkreuz am Waasen ·
Heimschuh ·
Hengsberg ·
Kitzeck im Sausal ·
Lang ·
Lebring-Sankt Margarethen ·
Leibnitz ·
Leutschach an der Weinstraße ·
Oberhaag ·
Ragnitz ·
Sankt Andrä-Höch ·
Sankt Georgen an der Stiefing ·
Sankt Johann im Saggautal ·
Sankt Nikolai im Sausal ·
Sankt Veit in der Südsteiermark ·
Schwarzautal ·
Straß in Steiermark ·
Tillmitsch ·
Wagna ·
Wildon
- Gemeinsame Normdatei: 4306049-3
- Virtual International Authority File: 236946717